# Бурая сумчатая мышь
Бурая сумчатая мышь (лат. Antechinus stuartii) — вид из рода сумчатых мышей семейства хищные сумчатые. Эндемик Австралии.

## Распространение
Обитает на восточном побережье Австралии от южной части штата Квинсленд до южной части штата Новый Южный Уэльс. Встречается на высоте до 1500 м. Естественная среда обитания — различные типы леса, в первую очередь склерофитовые леса с густым растительным покровом и большим количеством упавших деревьев, в которых устраиваются гнёзда.

## Внешний вид
У вида существует половой диморфизм. Вес самцов колеблется от 29 до 71 г, самок — от 17 до 36 г. Средний вес самцов — 35 г, самок — 20 г. Длина тела варьирует от 150 до 250 мм у самцов, и от 139 до 220 мм у самок. Волосяной покров короткий, густой и грубый. Спина и бока серовато-коричневого цвета. Брюхо окрашено в более светлый оттенок. Морда вытянутая, заострённая. Нос розовый. Длина хвоста сопоставима с длиной тела. Хвост умеренно покрыт мехом. Уши сравнительно большие, тонкие, изогнутые. Имеется большой палец на задних лапах.

## Образ жизни
Ведут, как правило, наземный образ жизни, однако в засушливых районах и местах обитания сумчатой мыши Свенсона могут вести древесный образ. В тёплый период года ведут одиночный образ жизни, селясь в отдельных сферических гнёздах, сооружённых из растительного материала в дуплах упавших деревьев или расщелинах. После понижения температуры представители обоих полов собираются в гнёздах группами до 18 особей. Активность приходится на ночь, однако могут охотиться и днём (особенно в зимний период, когда ощущается нехватка еды). Зимой могут впасть на несколько часов в спячку. Питаются преимущественно насекомыми. В рацион также входят и небольшие позвоночные, а также растения. Имеют высокую степень метаболизма, поэтому в зимние месяцы ежедневно потребляют артроподов, общий вес которых составляет до 60 % веса животного.

## Размножение
Сумка отсутствует. Количество сосков у самки зависит от среды обитания. Самки с 6 сосками обитают в наиболее влажных местностях, а самки с 10 сосками — в наиболее засушливых и высокогорных районах. Период размножения в южной части ареала приходится на август, в северной части — на сентябрь. В период размножения у самцов, становящихся агрессивными, увеличиваются особые пахучие железы на груди. Спаривание продолжается до 6 часов.  Из-за гормонального дисбаланса самцы могут спариваться только раз, в потом погибают. Беременность короткая, длится в среднем 30 дней. Молодняк отлучается от груди примерно через 106 дней. Вес при рождении — всего 0,016 г. Во время вскармливания самки отдают предпочтение женским особям, часто отказывая в молоке мужским особям. Кроме того, часто молодняк поедается самкой, по крайней мере, в неволе. Половая зрелость наступает примерно на 285 день. В конце периода размножения все самцы в колонии погибают из-за перенесённого стресса, вызывающего ослабление иммунной системы. Максимальная продолжительность жизни в неволе — 5,4 лет.